# マチマチ
マチマチは、株式会社マチマチが運営する近隣住民同士でコミュニケーションができるソーシャル・ネットワーキング・サービス（SNS）である。2022年4月5日、5月末でのサービス提供終了を告知するメールが利用者に届き、サービスの終了が公表された。

## 概要
マチマチは、近所限定のオンライン掲示板サービスで、2016年3月に提供を開始した。2022年5月で終了予定。マチマチには、下記の機能が存在し、無料の登録で利用することができる。
- タイムライン
- トーク（メッセージ、写真）など

## 歴史
- 2016年3月：サービス開始[2]
- 2017年6月：マチマチ for 自治体の提供開始[3]
- 2022年5月末：サービス終了予定